# Fear of the Dark (film 2002)
Fear of the Dark è un film horror del 2002 diretto da K.C. Bascombe.

## Trama
Ryan Billings ha una inspiegabile paura del buio, dice di vedere delle cose, cose mostruose che emergono dal buio. Quando una sera si troverà a restare in casa solo con suo fratello, Ryan avrà modo di affrontare i suoi incubi una volta per tutte insieme a suo fratello e alla fidanzata di quest'ultimo.

## Colonna sonora
1. Diana Baisley – Fear of the Dark (Ken Frost) – 3:24
2. The Megatones – Ski Bum (Shampoo) – 4:02

## Edizioni home video
Il film è stato distribuito in DVD in Italia, il 13 ottobre 2005, sia in versione disco singolo che doppio disco. Esiste anche un'altra versione del film, con alcune parti aggiuntive, chiamata Unrated Blood Edition, irreperibile.